# Escándalo de los mercados españoles
El escándalo de los mercados españoles fue un asunto político y financiero teñido de corrupción que escandalizó a Francia y a toda Europa durante la etapa de la Restauración borbónica en Francia.

## Los hechos
En 1823, Luis XVIII decidió ayudar al rey Fernando VII de España y planeó la expedición de los denominados Cien Mil Hijos de San Luis. Para asegurar el éxito de esta campaña, se convocó una licitación en Bayona en 1823. El financiero Gabriel-Julien Ouvrard obtuvo estos lucrativos contratos en España, que consistían en el suministro de material militar y su transporte. Cuando el público conoció la cantidad involucrada (el contrato ascendía a más de 100 000 000 de francos), comenzaron a circular rumores y Ouvrard y sus socios fueron acusados de corrupción.
En 1826, el Tribunal de los Pares y a la Audiencia Real de París concluyeron que no hubo corrupción en la adjudicación de los contratos españoles. Sin embargo, se supo que soldados y administradores habían recibido dinero para elogiar los suministros de la compañía de Ouvrard. Ouvrard fue entonces arrestado y encarcelado, mientras que los documentos de sus agentes y colaboradores fueron confiscados. El tribunal de policía de París, durante tres audiencias celebradas en 1826 determinó las responsabilidades de cada uno de los financieros y ordenó la liberación de Ouvrard, quien, aunque extremadamente rico, estaba arruinado por este asunto.

## La evaluación de la corrupción
Según los documentos presentados en la audiencia, parecería que los intentos de corrupción atribuidos a los financieros consistieron en que, a cambio de dinero, los funcionarios sobornados debían elogiar los suministros de la empresa de Ouvrard ante sus superiores. Este enfoque habría permitido a Ouvrard quedar bien ante las autoridades para obtener otros contratos posteriormente. El hecho de que un tercero pagara una suma de dinero, que no formaba parte de su salario, a un funcionario y le solicitara que tomara medidas que no eran parte de sus funciones, está relacionado con la corrupción. En última instancia, el intento de corrupción sólo podía atribuirse a los financieros Filleul-Baugé y Leleu-Moléon.
Este asunto conmocionó a la opinión pública, que descubrió hasta qué punto la guerra enriquecía a financieros indignos.
Sin embargo, semejante despliegue de recursos agradó a François-René de Chateaubriand, que pudo concluir en sus Memorias de ultratumba que Luis XVIII había conseguido poner orden en España en seis meses, mientras que Napoleón Bonaparte no lo había conseguido en siete años.